# Craugastor hobartsmithi
Craugastor hobartsmithi é uma espécie de anfíbio anuro da família Craugastoridae. Está presente no México.